# Notiphila unilineata
Notiphila unilineata är en tvåvingeart som beskrevs av Walker 1865. Notiphila unilineata ingår i släktet Notiphila och familjen vattenflugor. Inga underarter finns listade i Catalogue of Life.